# Neoschwagerininae
Neoschwagerininae es una subfamilia de foraminíferos bentónicos de la familia Neoschwagerinidae, de la superfamilia Fusulinoidea, del suborden Fusulinina y del orden Fusulinida. Su rango cronoestratigráfico abarca desde el Asseliense (Pérmico inferior) hasta el Djulfiense (Pérmico superior).

## Discusión
Clasificaciones más recientes incluyen Neoschwagerininae en la superfamilia Neoschwagerinoidea, y en la subclase Fusulinana de la clase Fusulinata.

## Clasificación
Neoschwagerininae incluye a los siguientes géneros:
- Cancellina †
- Colania †
- Maklaya †
- Neoschwagerina †
- Shengella †
- Yabeina †

Otros géneros considerados en Neoschwagerininae son:
- Crimellina †, aceptado como Cancellina
- Gifuella †, también considerada en subfamilia Gifuellinae, pero considerado sinónimo posterior de Colania
- Gifuelloides †, también considerada en subfamilia Gifuellinae
- Lepidolina †, considerado subgénero de Yabeina, Yabeina (Lepidolina)
- Metaschwagerina †, aceptado como Neoschwagerina
- Minoella †, aceptado como Cancellina
- Pseudoyabeina †, aceptado como Yabeina